# Jean Lepage
Jean Lepage (1779–1822) va ser un reconegut armer francès. Va treballar per a Louis XVI, Napoléo i després per a Louis XVIII. Va ser l'inventor dels sistema de percussió emprant fulminat per a les armes de foc, que va substituir el mecanisme de bloqueig de sílex i va obrir el pas a les armes de foc modernes. Això va seguir al descobriment dels fulminats per part d'Edward Charles Howard el 1800.
Entre 1807 i 1810 Lepage va dissenyar una manera de disparar armes de foc portàtils, basada en l'invent d'Alexander John Forsyth, utilitzant un encebament a base de fulminat de mercuri disparat pel cop d'un martell de percussió. El nou mètode va permetre l'abandonament dels mecanismes de bloqueig de sílex i va obrir el camí als mètodes de dispar moderns. El nou mecanisme emprava un magatzem omplert amb fulminat, el qual proporcionava una petita quantitat de fulminat prop de la recambra del canó cada vegada que s'aixequés el carregador. Atès que les pólvores de fulminat eren altament sensibles a la humitat, es van desenvolupar els mètodes de recobriment del fulminat amb vernissos, així com diferents mètodes per encapsular el fulminat que va culminar amb la invenció del pistó de percussió de François Prélat el 1818 i el de Deloubert el 1820.